# Dolianthus buxifolius
Dolianthus buxifolius är en måreväxtart som först beskrevs av Charles Henry Wright, och fick sitt nu gällande namn av Aaron Paul Davis. Dolianthus buxifolius ingår i släktet Dolianthus och familjen måreväxter. Inga underarter finns listade i Catalogue of Life.